# 야마시타 다케시
야마시타 다케시(일본어: 山下 健, 1931년 8월 6일 ~ 2006년 11월 26일)는 일본의 전 프로 야구 선수이자 야구 지도자이다. 가가와현 다카마쓰시 출신이며 현역 시절 포지션은 포수였다.

## 인물
다카마쓰 제1고등학교 시절에는 1949년에 포수로서 춘계·하계 고시엔 대회에 출전했는데 춘계 선발 대회(제21회 선발 고등학교 야구 대회)의 8강전에서 고쿠라 고등학교(후쿠오카현)에게 패했다. 하계 선수권 대회(제31회 전국 고등학교 야구 선수권 대회)에서는 준결승에 진출했지만 사사키 신야가 소속된 쇼난 고등학교(가나가와현)에게서 연장 10회에 끝내기 패배를 당했다.
강한 어깨와 강한 타격을 가진 포수로 세간의 주목을 받아 양대 리그제가 도입된 1950년 한큐 브레이브스에 입단했다. 팀의 주전 선수들은 센트럴 리그 구단에 대량으로 차출됐으며 그 중에서도 포수 부족이었기 때문에 프로 1년째부터 주전 선수로 출전(개막전에서는 갑작스런 건강상의 이유로 결장했기 때문에 한큐에서는 포수 경험이 없는 내야수 아카시 다케시가 급거 포수로 등록했다)했고 규정 타석(44위, 타율 0.180)에도 도달했다. 1953년에는 다이에이 스타스에서 트레이드로 입단한 이세가와 마스미에게서 주전 포수 자리를 양보했지만 이듬해부터 부활했다. 후에 입단한 가지모토 다카오, 요네다 데쓰야 등과 배터리를 구성해나가며 침체되고 있던 한큐를 지원했다. 1963년에는 오카무라 고지에 포지션을 내줬고 1964년에 코치를 겸임, 이듬해 1965년을 끝으로 현역에서 은퇴했다.
은퇴 후에는 한큐 2군 배터리 코치(1966년 ~ 1970년)를 지냈다.

## 상세 정보

### 출신 학교
- 다카마쓰 제1고등학교

### 선수 경력
- 한큐 브레이브스(1950년 ~ 1965년)

### 개인 기록
- 통산 1000경기 출장 : 1960년 10월 9일 ※역대 55번째
- 올스타전 출장 : 1회(1956년)

### 등번호
- 3(1950년 ~ 1965년)
- 64(1966년 ~ 1970년)

### 연도별 타격 성적
| 연 도       | 소 속       | 경 기 | 타 석 | 타 수 | 득 점 | 안 타 | 2 루 타 | 3 루 타 | 홈 런 | 루 타 | 타 점 | 도 루 | 도 루 자 | 희 생 번 | 희 생 플 | 볼 넷 | 고 4 | 사 구 | 삼 진 | 병 살 타 | 타 율 | 출 루 율 | 장 타 율 | O P S |
| ----------- | ----------- | ----- | ----- | ----- | ----- | ----- | ------- | ------- | ----- | ----- | ----- | ----- | -------- | -------- | -------- | ----- | ---- | ----- | ----- | -------- | ----- | -------- | -------- | ----- |
| 1950년      | 한큐        | 111   | 360   | 322   | 31    | 58    | 8       | 3       | 6     | 90    | 27    | 5     | 1        | 2        | --       | 33    | --   | 3     | 87    | 8        | .180  | .263     | .280     | .542  |
| 1951년      | 한큐        | 96    | 318   | 281   | 31    | 62    | 8       | 5       | 3     | 89    | 25    | 0     | 1        | 4        | --       | 32    | --   | 1     | 56    | 7        | .221  | .303     | .317     | .619  |
| 1952년      | 한큐        | 84    | 240   | 204   | 16    | 30    | 7       | 1       | 2     | 45    | 11    | 0     | 0        | 11       | --       | 24    | --   | 1     | 59    | 2        | .147  | .240     | .221     | .461  |
| 1953년      | 한큐        | 41    | 58    | 47    | 7     | 13    | 0       | 0       | 2     | 19    | 5     | 0     | 1        | 0        | --       | 10    | --   | 1     | 14    | 0        | .277  | .414     | .404     | .818  |
| 1954년      | 한큐        | 106   | 322   | 289   | 16    | 58    | 9       | 4       | 2     | 81    | 24    | 1     | 0        | 8        | 3        | 22    | --   | 0     | 55    | 7        | .201  | .257     | .280     | .538  |
| 1955년      | 한큐        | 94    | 250   | 220   | 21    | 46    | 13      | 2       | 3     | 72    | 25    | 1     | 3        | 6        | 1        | 23    | 0    | 0     | 45    | 1        | .209  | .284     | .327     | .611  |
| 1956년      | 한큐        | 125   | 367   | 304   | 29    | 58    | 12      | 1       | 4     | 84    | 31    | 9     | 3        | 15       | 3        | 44    | 0    | 1     | 90    | 3        | .191  | .295     | .276     | .571  |
| 1957년      | 한큐        | 87    | 227   | 206   | 20    | 39    | 6       | 0       | 1     | 48    | 8     | 3     | 0        | 2        | 0        | 19    | 0    | 0     | 60    | 2        | .189  | .258     | .233     | .491  |
| 1958년      | 한큐        | 92    | 297   | 256   | 20    | 57    | 10      | 0       | 5     | 82    | 23    | 2     | 2        | 11       | 0        | 30    | 0    | 0     | 65    | 5        | .223  | .304     | .320     | .625  |
| 1959년      | 한큐        | 69    | 161   | 135   | 10    | 23    | 2       | 1       | 1     | 30    | 9     | 1     | 0        | 2        | 4        | 19    | 0    | 1     | 49    | 2        | .170  | .277     | .222     | .500  |
| 1960년      | 한큐        | 95    | 224   | 198   | 18    | 34    | 8       | 1       | 1     | 47    | 10    | 0     | 0        | 6        | 0        | 19    | 0    | 1     | 70    | 1        | .172  | .248     | .237     | .485  |
| 1961년      | 한큐        | 86    | 165   | 135   | 14    | 19    | 0       | 0       | 3     | 28    | 11    | 0     | 0        | 5        | 1        | 22    | 0    | 2     | 48    | 5        | .141  | .270     | .207     | .478  |
| 1962년      | 한큐        | 104   | 221   | 192   | 14    | 31    | 8       | 1       | 0     | 41    | 11    | 1     | 1        | 14       | 1        | 12    | 0    | 2     | 61    | 5        | .161  | .218     | .214     | .432  |
| 1963년      | 한큐        | 25    | 15    | 13    | 1     | 2     | 0       | 0       | 0     | 2     | 0     | 0     | 0        | 1        | 0        | 1     | 0    | 0     | 5     | 1        | .154  | .214     | .154     | .368  |
| 1964년      | 한큐        | 17    | 8     | 6     | 0     | 0     | 0       | 0       | 0     | 0     | 0     | 0     | 0        | 0        | 0        | 2     | 0    | 0     | 1     | 0        | .000  | .250     | .000     | .250  |
| 통산 : 15년 | 통산 : 15년 | 1232  | 3233  | 2808  | 248   | 530   | 91      | 19      | 33    | 758   | 220   | 23    | 12       | 87       | 13       | 312   | 0    | 13    | 765   | 49       | .189  | .273     | .270     | .543  |

- 굵은 글씨는 시즌 최고 성적.